# Rugaleyrodes
Rugaleyrodes es un género de insectos hemípteros de la familia Aleyrodidae, subfamilia Aleyrodinae. El género fue descrito primero por Bink-Moenen en 1983.

## Especies
La siguiente es la lista de especies pertenecientes a este género.
- Rugaleyrodes angolensis (Cohic, 1966)
- Rugaleyrodes bidentata Bink-Moenen, 1983
- Rugaleyrodes tetracerae (Cohic, 1966)
- Rugaleyrodes villiersi (Cohic, 1968)
- Rugaleyrodes vuattouxi (Cohic, 1969)